# Харков (Армения)
Вижте пояснителната страница за други значения на Харков.
Харков (на арменски: Խարկով; на турски: Yenikëy) е село в Армения, област Ширак. Според Националната статистическа служба на Армения през 2011 г. общината има 4 жители.